# Stephan Kersten
Stephan Kersten (* 26. Mai 1954 in München) ist ein deutscher Jurist. Von 2010 bis 2020 war er Präsident des Bayerischen Verwaltungsgerichtshofs (BayVGH).

## Leben
Kersten studierte Rechtswissenschaften. Im Anschluss war er zunächst im Bayerischen Staatsministerium für Landesentwicklung und Umweltfragen tätig. Am 1. August 1983 wechselte er als Proberichter an das Verwaltungsgericht München. Zum 15. April 1985 wurde er in das bayerische Innenministerium versetzt. Nach Außendienst beim Landratsamt Dachau kehrte er am 1. Dezember 1992 als Richter an das Verwaltungsgericht München zurück. Seit 29. November 1994 war er Richter und seit 1. Juni 2005 Vorsitzender Richter am Bayerischen Verwaltungsgerichtshof. Neben seiner richterlichen Tätigkeit im 24. Senat vertrat er von 2003 bis September 2007 als Pressesprecher den Verwaltungsgerichtshof nach außen. 2007 wurde er zu dessen Vizepräsidenten ernannt.
Am 13. Juli 2010 bestimmte ihn der Bayerische Ministerrat in Nachfolge des ausscheidenden Rolf Hüffer zum Präsidenten des Verwaltungsgerichtshofs. Er trat sein Amt am 1. Oktober 2010 an. Mit dem Amt verbunden war die Mitgliedschaft im Verwaltungsrat des Bayerischen Rundfunks. Mit Kerstens Eintritt in den Ruhestand am 31. Januar 2020 folgte ihm die bisherige Präsidentin des Verwaltungsgerichts München, Andrea Breit, als Präsidentin des Bayerischen Verwaltungsgerichtshofs nach.
Während seiner Amtszeit als Verwaltungsgerichtshofspräsident war er geborenes Mitglied des Verwaltungsrat des Bayerischen Rundfunks. Seit 2005 war er zudem Richter des Bayerischen Verfassungsgerichtshofs. Außerdem ist er Mitherausgeber der Bayerischen Verwaltungsblätter. Er ist außerdem Vorstandsmitglied des Bayerischen Landesvereins für Heimatpflege.